# Mathijs Kreugel
Mathijs Kreugel (Rotterdam, 15 augustus 1973) is een Nederlands voetbaltrainer. Met ingang van het seizoen 2024-2025 is hij hoofdtrainer van de Excelsior Vrouwen. De 50-jarige Kreugel maakt hiermee na zeven jaar de overstap van de jeugdafdeling van Excelsior naar het vrouwenvoetbal.

## Carrière

### Trainer
Kreugel werkte al enkele jaren in de jeugdopleiding van Excelsior alvorens hij hoofdtrainer werd. In april 2024 kondigde de Rotterdamse club aan dat Kreugel de nieuwe hoofdtrainer vanaf het seizoen 2024/25 de nieuwe hoofdtrainer zou worden. Hij volgde daarmee Richard Mank op die de club na zes jaar verliet. Twee wedstrijden voor het einde van het seizoen 2023/24 verliet Mank vroegtijdig de club waardoor Kreugel al eerder aan zijn dienstverband bij de Kralingers begon. In een thuiswedstrijd tegen ADO Den Haag op 1 mei 2024 had Kreugel voor het eerst Excelsior onder zijn hoede.